# Estación de Florista
Florista es una estación de la línea 4 de Metrovalencia. Fue inaugurada el 21 de mayo de 1994. Se encuentra en la calle de la Florista frente al número 138.